# Ilha Heiss
A ilha Heiss (em russo:  Остров Хейса, Ostrov Heissa) é uma ilha do arquipélago da Terra de Francisco José, no mar de Barents, no Ártico russo.
Está localizada na área central do arquipélago, a norte da ilha Hall, entre a ilha Champ e a Terra de Wilczek. Tem área de 132 km². A ilha de Heiss é quase livre de glaciares, tendo apenas uma pequena calota de gelo no centro, perto da costa norte. O seu ponto mais alto tem 242 m de altitude.
O estreito a sul da ilha Heiss é conhecido como Proliv Markama, e reduz-se a apenas 5 km nesse ponto. A leste encontra-se um estreito conhecido como Proliv Austrisky, além do qual estão as ilhas menores de Komsomol. O Proliv Yermak, com 7 km de largura, a norte, separa a Ilha Heiss do subgrupo da Terra de Zichy do Arquipélago de Francisco José.
O cabo na costa sudoeste da ilha Heiss chama-se Mys Ostantsovyy.

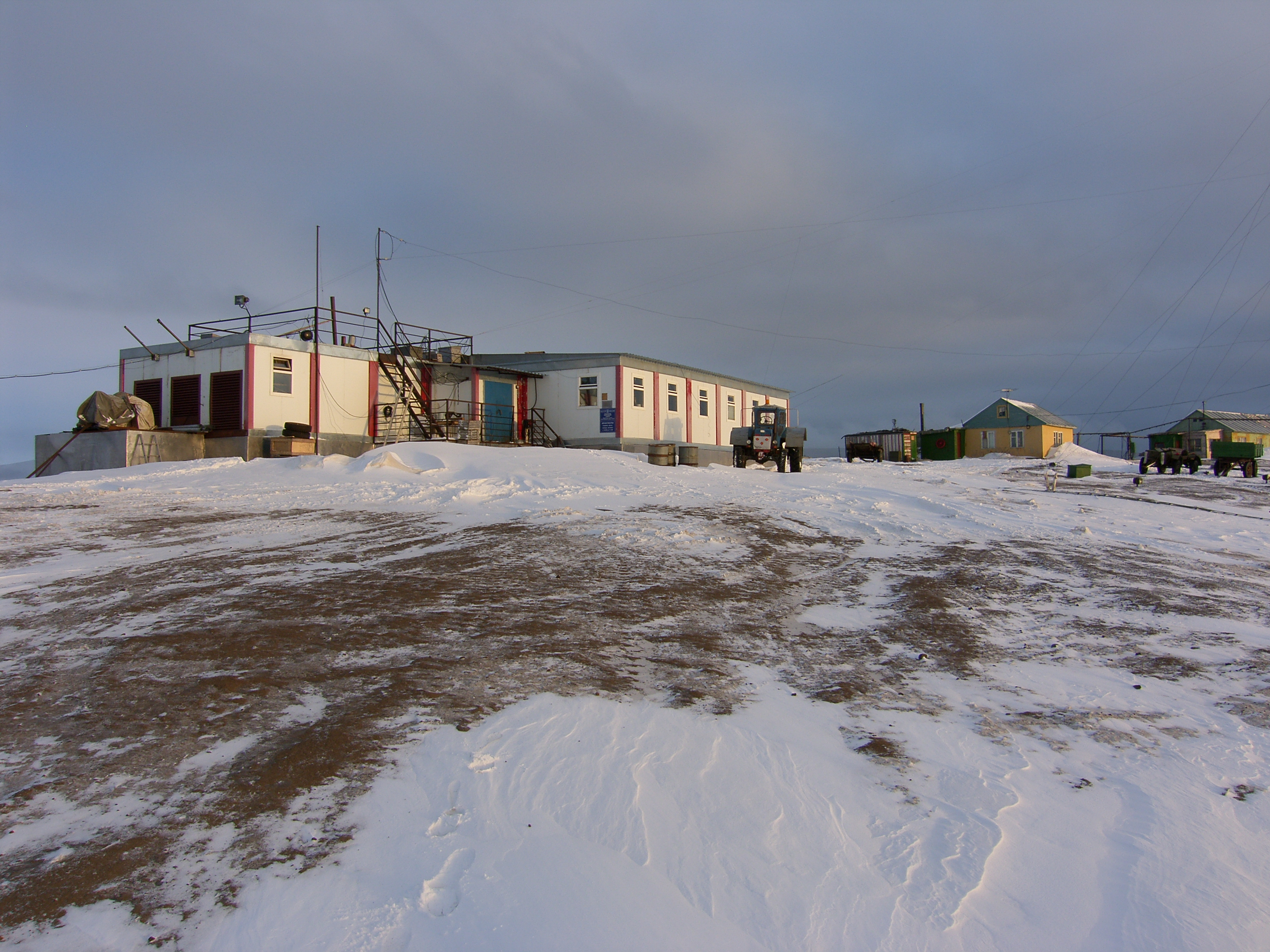
Observatório na ilha